# Chelerythrina
Queleritrina, es un alcaloide del tipo benzo[c]fenantridina, extraído de la planta celidonia mayor (Chelidonium majus). Es un potente inhibidor, selectivo, y célula-permeable de la proteína quinasa C. También es un producto natural encontrado en plantas del género Zanthoxylum, Macleaya y Bocconia. Se ha reportado que presenta actividad anti-bacteriana contra Staphylococcus aureus.